# Legea
Legea S.p.A. è un'azienda italiana di abbigliamento sportivo e tecnico-sportivo con sede a Napoli.

## Storia
Le origini dell'impresa risalgono al 1965, quando il signor Antonio Acanfora, gestore di un cinema di Pompei, in provincia di Napoli, decide di chiudere questa attività e, assieme alla moglie Elena, fonda una piccola fabbrica tessile di articoli sportivi.
Negli anni novanta, al comando dell'azienda si insediano i tre figli Luigi, Emilia e Giovanni, i quali poco dopo dismettono la fabbrica e nel 1993 danno vita a Legea, specializzata nella commercializzazione di abbigliamento sportivo, il cui nome deriva dalle iniziali dei nomi dei cinque componenti della famiglia.
Dal 2000 si registra un notevole incremento della domanda dei prodotti dell'azienda campana, la cui presenza si espande anche all'estero, e che porta all'ampliamento degli uffici e del numero di dipendenti. Nel 2005 l'azienda avvia il progetto franchising, che porta nel giro di pochi anni all'apertura di altri negozi monomarca in Italia e all'estero. Grazie soprattutto alle numerose sponsorizzazioni tecniche, il marchio Legea si afferma e diviene uno dei più affermati a livello nazionale.

## Informazioni e dati
Legea S.p.A. è un'azienda con sede legale a Napoli, specializzata nella commercializzazione di capi di abbigliamento sportivo, scarpe e articoli tecno-sportivi prodotti in Cina, India e Pakistan. Oltre al calcio, altri sport destinatari dei suoi prodotti sono il fitness, l'atletica, la pallacanestro e la pallavolo. A Pompei, l'azienda possiede un grande magazzino di circa 25.000 metri quadri.
Nel 2019 l'azienda impiega 60 dipendenti, ha realizzato un fatturato di 24,7 milioni di euro e un utile netto di 639 610 di euro. È presente sia nel mercato nazionale che internazionale, e distribuisce i suoi prodotti in oltre 50 paesi del mondo. Conta altresì un punto vendita diretto a Pompei e una vasta rete di circa 200 negozi monomarca in franchising in Italia e all'estero.

## Sponsorizzazioni
Legea è molto attiva nelle sponsorizzazioni delle società sportive, che inizialmente riguardavano squadre di calcio dei tornei inferiori. La prima grande sponsorizzazione dell'azienda è stata quella della Società Sportiva Calcio Napoli in Serie B nella stagione 2003-04. Numerosi successivamente, sono stati i club calcistici sponsorizzati dall'azienda, sia in Italia che all'estero.
Dal 2010 al 2014, è stata sponsor tecnico della Nazionale di calcio della Corea del Nord, che in quell'anno partecipò ai mondiali del 2010 in Sudafrica, in cui il marchio ha avuto per la prima volta esposizione a livello internazionale.
Nella stagione 2016-17, Legea è stata il marchio più presente in Lega Pro, essendo lo sponsor tecnico di 11 dei 60 club partecipanti a quel torneo.
Dalla stagione 2019-20, Legea è sponsor tecnico e fornitore ufficiale dell'Associazione Italiana Arbitri. Al 2020, Legea è sponsor tecnico di 66 tra club e nazionali di calcio, club di altri sport, e rappresentative e manifestazioni sportive di altro genere. Tra queste sponsorizzazioni figurano le nazionali calcistiche di Montenegro e Gibilterra, i club calcistici olandesi del NAC Breda, NEC Nimega e Roda JC in Eerste Divisie e il programma televisivo Italia's Got Talent trasmesso da TV8.